# Castillo de la Ventosa
El Castillo de la Ventosa, del Castellet o del Bedorc es una edificación del siglo X. Forma parte de las fortalezas y torres de defensa destinadas al control militar del valle. A falta de más datos, habría que llamarla torre del Bedorc (también se ha dicho castillo del Parellada) y es que, en sí misma, está llena de confusiones de identificación y nomenclatura.

## Acceso
Se llega saliendo de Piera por la carretera BV-224 en dirección a Masquefa hay una rotonda donde hay un indicador que detalla Castillo de la Ventosa. Seguir siempre los indicadores del castillo en dirección suroeste atravesando urbanizaciones.

## Historia
La fortaleza y la iglesia de San Miguel (hoy desaparecida) fue construida por las familias de Bernat Marcucii y de Guillem de Bedorc, las primeras documentadas, los años 1143 y 1160.
El 1188, los esposos Guerau y Arsenda de Bedorc dieron la fortaleza y la iglesia en el Monasterio de Sant Cugat. La donación fue confirmada dos años más tarde por el rey Alfonso II de Aragón el Casto. En el año 1192, Guerau de Bedorc lo ratificaba en su testamento. No mucho más tarde empezaron a edificarse las primeras masías, algunas de las cuales aún se conservan: Ca l'Enric, Can Parellada, Ca l'Olivé, Can Ferrer y, muy probablemente también, Cal Valls. Los propietarios de estas masías lo eran también de tierras rústicas y de cultivo explotadas por campesinos bajo censo. Pedro Parellada consta en documentos que datan del 1200, ejerciendo como testigo de la consagración de la iglesia de Piera.
Los Parellada han mantenido el apellido a través de los tiempos (la última propietaria en llevarlo fue María Gallego Parellada, que murió en la segunda mitad del siglo XX).

## Arquitectura
Los restos del castillo se conservan en dos cerros contiguos separados por un pequeño collado. En el cerro de levante (347 m) se encuentran los restos de los muros de un edificio grande y una posible bestorre. En el cerro de poniente (340 m) hay restos de una torre, de diversas épocas. A levante encontramos un muro de unos 6 metros de largo, un espesor de 90 cm y una altura de unos 2 metros, del final del cual surgen dos muros de unos 2 m de largo. Podrían ser murallas o un castillo de 10 por 12 m de planta. En el muro largo hay alguna aspillera y está formado por piedras pequeñas, a menudo en «opus spicatum». Se podría pensar en un edificio de hacia el siglo X, a falta de una excavación arqueológica cuidadosa. A unos cuantos metros hacia el norte hay restos de una bestorre y de un cercado de murallas, todo muy deteriorado.
En el cerro más abajo hay una torre construida en dos momentos diferentes. La temprana, media torre interiormente circular tiene unos 3,8 m de alto y un grosor de muro de 260 cm. Hecha de piedras pequeñas o medianas en «opus spicatum» casi todas partes. Parece que esta construcción colapsó y se adosa a la parte norte un edificio complementario redondeado con un muro más delgado y sillares medios bien alineados casi todos. La datación es difícil. La parte norte de la torre seguramente se construyó el año 1000, por tanto, la parte sur será anterior, del siglo X, como los restos del cerro alto.